# Palpomyia nana
Palpomyia nana är en tvåvingeart som beskrevs av Zilahi-sebess 1934. Palpomyia nana ingår i släktet Palpomyia och familjen svidknott. Inga underarter finns listade i Catalogue of Life.